# Carnish
Carnish, schottisch-gälisch: Carnàis, ist ein Weiler an der Westküste der Hebrideninsel Lewis. Stornoway, der Hauptort der Insel ist etwa 40 km östlich gelegen. Die benachbarten Weiler Mangersta und Timsgarry liegen zwei beziehungsweise drei Kilometer entfernt. Carnish liegt an der Uig Bay an der Ostküste von Lewis. Mit der 2008 auf dem Gelände eines ehemaligen Lachszuchtbetriebes gegründeten Abhainn-Dearg-Brennerei liegt die einzige Whiskybrennerei auf Lewis in Carnish. Es ist die westlichste Brennerei Schottlands.